# Lulu Sun
Lulu Sun (Te Anau, 14 aprile 2001) è una tennista neozelandese che in passato ha rappresentato la Svizzera.

## Biografia
Nata come Lucija Radovčić, si è trasferita insieme alla sua famiglia a Ginevra quando era ancora una neonata. Ha rappresentato dunque la Svizzera durante la sua carriera da junior, dove ha raggiunto anche la finale agli Australian Open 2018 - Doppio ragazze insieme a Violet Apisah, ma ha dovuto giocare per la bandiera della Nuova Zelanda, suo paese d'origine, per l'edizione del Torneo di Wimbledon 2018 mentre attendeva il nuovo passaporto svizzero, venendo sconfitta all'esordio nel singolare e al secondo turno nel doppio. Ha una sorella più grande, Phenomena Radovčić, nata nel 1998, anch'essa tennista. Nell'aprile 2024 ha giocato sotto la bandiera della squadra neozelandese per la Billie Jean King Cup, ritornando dunque nuovamente a rappresentare il suo paese originario.
Ha giocato a tennis al college dell'Università del Texas ad Austin ed è passata al professionismo nel 2022, subito dopo aver conseguito la laurea.
Lulu Sun ha vinto 7 titoli in singolare e 4 titoli in doppio nel circuito ITF in carriera. Il 9 settembre 2024 ha raggiunto il best ranking in singolare alla 39ª posizione mondiale mentre il 24 febbraio 2025 lo ha raggiunto in doppio alla 190ª posizione.
Lulu si mette in luce nel torneo di Wimbledon 2024: passa le qualificazioni battendo Bulgaru, Knutson ed Eala. Nel suo primo main-draw ai Championships (appena il suo secondo a livello slam dopo l'Australian Open 2024), elimina la n°8 del mondo Zheng con lo score di 4-6 6-2 6-4, vincendo la sua prima partita a livello major. Al secondo turno, supera Starodubceva nuovamente in rimonta, approdando al terzo turno, dove prevale in due tie-break sulla cinese Zhu. Sun diventa la prima neozelandese in era open a cogliere il quarto turno nello slam londinese; nella circostanza, batte l'ex campionessa dello US Open Emma Raducanu per 6-2 5-7 6-2, centrando a sorpresa la qualificazione ai quarti di finale, dove la sua corsa viene fermata dalla croata Donna Vekić dopo aver vinto il primo set.
Ha rappresentato la Nuova Zelanda alle Olimpiadi di Parigi sia in singolare sia in doppio, ma è uscita subito al primo turno in entrambe le specialità.
In agosto ha raggiunto la sua prima finale WTA a Monterrey, eliminando Paquet, Carlé, Andreeva e Aleksandrova. Nel match valevole per il titolo, ha ceduto a Linda Nosková con il punteggio di 6(6)-7, 4-6.

## Statistiche WTA

### Singolare

#### Sconfitte (1)
| Legenda              |
| -------------------- |
| Grande Slam (0)      |
| Argenti Olimpici (0) |
| WTA Finals (0)       |
| WTA Elite Trophy (0) |
| Dal 2021             |
| WTA 1000 (0)         |
| WTA 500 (1)          |
| WTA 250 (0)          |

| N. | Data           | Torneo                    | Superficie | Avversaria in finale | Punteggio   |
| 1. | 24 agosto 2024 | Monterrey Open, Monterrey | Cemento    | Linda Nosková        | 6(6)-7, 4-6 |

## Circuito WTA 125

### Doppio

#### Sconfitte (1)
| N. | Data          | Torneo              | Superficie  | Compagna         | Avversarie in finale             | Punteggio |
| 1. | 2 maggio 2025 | Catalonia Open, Vic | Terra rossa | Leylah Fernandez | Bianca Andreescu Aldila Sutjiadi | 2-6, 4-6  |

## Statistiche ITF

### Singolare

#### Vittorie (7)
| Torneo $100.000 (1) |
| Torneo $80.000 (1)  |
| Torneo $60.000 (0)  |
| Torneo $40.000 (1)  |
| Torneo $25.000 (1)  |
| Torneo $15.000 (3)  |

| N. | Data             | Torneo                                                      | Superficie  | Avversaria in finale | Punteggio     |
| 1. | 17 febbraio 2019 | Port Pirie Come.See.Change Tennis International, Port Pirie | Cemento     | Jennifer Elie        | 6-2, 6-3      |
| 2. | 24 febbraio 2019 | Perth Tennis International, Perth                           | Cemento     | Jennifer Elie        | 7-6(1), 6-3   |
| 3. | 13 dicembre 2020 | Magic Tours, Monastir                                       | Cemento     | Carole Monnet        | 6-0, 2-6, 6-2 |
| 4. | 11 luglio 2021   | Open São Domingos, Lisbona                                  | Cemento     | Ellen Perez          | 6-4, 6-4      |
| 5. | 13 agosto 2023   | Engie Open, Brasilia                                        | Cemento     | Léolia Jeanjean      | 6-4, 4-6, 6-2 |
| 6. | 18 febbraio 2024 | Lexus GB Pro-Series Roehampton, Roehampton                  | Cemento (i) | Heather Watson       | 7-5, 7-5      |
| 7. | 5 maggio 2024    | FineMark Women's Pro Tennis Championship, Bonita Springs    | Terra verde | Maya Joint           | 6-1, 6-3      |

#### Sconfitte (5)
| Torneo $100.000 (0) |
| Torneo $80.000 (0)  |
| Torneo $60.000 (1)  |
| Torneo $40.000 (0)  |
| Torneo $25.000 (2)  |
| Torneo $15.000 (2)  |

| N. | Data             | Torneo                                            | Superficie  | Avversaria in finale | Punteggio        |
| 1. | 7 ottobre 2017   | PTT ITF Women's Pro Circuit, Nonthaburi           | Cemento     | Choi Ji-hee          | 2-6, 3-6         |
| 2. | 22 novembre 2020 | Jolie Ville Golf Women's, Sharm el-Sheikh         | Cemento     | Joanna Garland       | 5-7, 3-6         |
| 3. | 4 luglio 2021    | Generali Open Ciudad Palma del Río, Palma del Río | Cemento     | Rebeka Masarova      | 3-6, 6-1, 6(4)-7 |
| 4. | 22 gennaio 2023  | Women's Boca Raton, Boca Raton                    | Terra verde | Renata Zarazúa       | 2-6, 5-7         |
| 5. | 15 ottobre 2023  | The TaliMar RSF Open, Rancho Santa Fe             | Cemento     | Julija Starodubceva  | 5-7, 3-6         |

### Doppio

#### Vittorie (4)
| Torneo $100.000 (1) |
| Torneo $80.000 (0)  |
| Torneo $60.000 (2)  |
| Torneo $40.000 (1)  |
| Torneo $25.000 (0)  |
| Torneo $15.000 (0)  |

| N. | Data            | Torneo                                                   | Superficie  | Compagna           | Avversarie in finale                            | Punteggio   |
| 1. | 14 maggio 2022  | Edge Open Saint-Gaudens Occitanie, Saint-Gaudens         | Terra rossa | Fernanda Contreras | Valentini Grammatikopoulou Anastasija Tichonova | 7-5, 6-2    |
| 2. | 4 febbraio 2023 | Georgia’s Rome Tennis Open, Rome                         | Cemento (i) | Fanny Stollár      | Mana Ayukawa Gabriela Knutson                   | 6-3, 6-0    |
| 3. | 2 marzo 2024    | Empire Women's Indoor, Trnava                            | Cemento (i) | Moyuka Uchijima    | Weronika Falkowska Fanny Stollár                | 6-4, 7-6(3) |
| 4. | 5 maggio 2024   | FineMark Women's Pro Tennis Championship, Bonita Springs | Terra verde | Fanny Stollár      | Valentini Grammatikopoulou Valerija Strachova   | 6-4, 7-5    |

#### Sconfitte (6)
| Torneo $100.000 (0) |
| Torneo $80.000 (0)  |
| Torneo $60.000 (1)  |
| Torneo $40.000 (0)  |
| Torneo $25.000 (3)  |
| Torneo $15.000 (2)  |

| N. | Data             | Torneo                                                   | Superficie  | Compagna        | Avversarie in finale                       | Punteggio               |
| 1. | 5 gennaio 2019   | City of Playford Tennis International, Città di Playford | Cemento     | Amber Marshall  | Giulia Gatto-Monticone Anastasia Grymalska | 2-6, 3-6                |
| 2. | 7 novembre 2020  | Jolie Ville Golf Women's, Sharm el-Sheikh                | Cemento     | Valentina Ryser | Ksenija Laskutova Dar'ja Mišina            | 6(3)-7, 7–6(2), [10–12] |
| 3. | 14 novembre 2020 | Jolie Ville Golf Women's, Sharm el-Sheikh                | Cemento     | Valentina Ryser | Elina Avanesjan Iryna Šymanovič            | 4-6, 1-6                |
| 4. | 2 luglio 2021    | Generali Open Ciudad Palma del Río, Palma del Río        | Cemento     | Himari Sato     | Eri Hozumi Valerija Savinych               | 6(6)-7, 3-6             |
| 5. | 15 luglio 2023   | Seixal Ladies Open, Corroios                             | Cemento     | Sofia Costoulas | Talia Gibson Petra Hule                    | 3-6, 6-3, [6-10]        |
| 6. | 16 marzo 2024    | Říčany Open, Říčany                                      | Cemento (i) | Fanny Stollár   | Gabriela Knutson Tereza Valentová          | 4-6, 6-3, [4-10]        |

## Grand Slam Junior

### Doppio

#### Sconfitte (1)
| Tornei del Grande Slam  |
| ----------------------- |
| Australian Open (1)     |
| Open di Francia (0)     |
| Torneo di Wimbledon (0) |
| US Open (0)             |

| N. | Data            | Torneo                     | Superficie | Compagna      | Avversario in finale     | Punteggio |
| 1. | 27 gennaio 2018 | Australian Open, Melbourne | Cemento    | Violet Apisah | Liang En-shuo Wang Xinyu | 3-6, 4-6  |

## Statistiche contro giocatrici Top 10

### Testa a testa
Le tenniste in grassetto sono le giocatrici in attività. Nella tabella riportata sono segnati i migliori piazzamenti nella classifica mondiale WTA; le giocatrici possono aver occupato una posizione diversa al momento dell'incontro.
| Giocatrice                     | Vittorie–Sconfitte | V–S % | Cemento   | Terra rossa | Erba      | Ultimo incontro                                             |
| Numero 2 del ranking mondiale  |                    |       |           |             |           |                                                             |
| Paula Badosa                   | 1–1                | 50%   | 1–1       | –           | –         | Perso (3-6, 4-6) Dubai Tennis Championships 2025            |
| Numero 3 del ranking mondiale  |                    |       |           |             |           |                                                             |
| Elena Rybakina                 | 0–1                | 0%    | 0–1       | –           | –         | Perso (2-6, 2-6) City of Playford Tennis International 2019 |
| Numero 4 del ranking mondiale  |                    |       |           |             |           |                                                             |
| Caroline Garcia                | 1–0                | 100%  | 1–0       | –           | –         | Vinto (6-1, 6-3) Abu Dhabi Open 2025                        |
| Zheng Qinwen                   | 1–1                | 50%   | 0–1       | –           | 1–0       | Perso (4-6, 5-7) Indian Wells Open 2025                     |
| Bianca Andreescu               | 0–1                | 0%    | –         | –           | 0–1       | Perso (0-6, 4-6) Rosmalen Open 2025                         |
| Jasmine Paolini                | 0–1                | 0%    | –         | 0–1         | –         | Perso (4-6, 3-6) Internazionali d'Italia 2025               |
| Sofia Kenin                    | 0–2                | 0%    | 0–1       | 0–1         | –         | Perso (3-6, 2-6) Madrid Open 2025                           |
| Numero 5 del ranking mondiale  |                    |       |           |             |           |                                                             |
| Jeļena Ostapenko               | 0–1                | 0%    | 0–1       | –           | –         | Perso (4-6, 3-6) Dubai Tennis Championships 2024            |
| Numero 8 del ranking mondiale  |                    |       |           |             |           |                                                             |
| Daria Kasatkina                | 1–0                | 100%  | –         | –           | 1–0       | Vinto (7-5, 2-6, 6-3) Eastbourne Open 2025                  |
| Numero 10 del ranking mondiale |                    |       |           |             |           |                                                             |
| Emma Raducanu                  | 1–0                | 100%  | –         | –           | 1–0       | Vinto (6-2, 5-7, 6-2) Torneo di Wimbledon 2024              |
| Kristina Mladenovic            | 1–1                | 50%   | 1–1       | –           | –         | Vinto (6-3, 6-1) Engie Open Brasília 2023                   |
| Totali                         | 6–9                | 40%   | 3–6 (33%) | 0–2 (0%)    | 3–1 (75%) | Aggiornato al 23 giugno 2025                                |

### Vittorie contro giocatrici Top 10
| Stagione | 2024 | Totale |
| Vittorie | 1    | 1      |

| #    | Giocatrice   | Ranking | Evento                      | Superficie | Turno | Punteggio     | Rank. LSR |
| ---- | ------------ | ------- | --------------------------- | ---------- | ----- | ------------- | --------- |
| 2024 |              |         |                             |            |       |               |           |
| 1.   | Zheng Qinwen | 8       | Torneo di Wimbledon, Londra | Erba       | 1T    | 4-6, 6-2, 6-4 | 123       |